# T
T (te, minuskuła: t) – dwudziesta litera alfabetu łacińskiego, dwudziesta szósta litera alfabetu polskiego. Oznacza zwykle w danym języku spółgłoskę przedniojęzykową zwartą bezdźwięczną, np. [t].
To druga najpopularniejsza litera w tekstach w języku angielskim.

## Historia
| Z9 |

| Z9 |

## Zastosowanie
Oznacza zwykle w danym języku spółgłoskę przedniojęzykową zwartą dziąsłową bezdźwięczną, np. [t], lub spółgłoskę przedniojęzykową zwartą zębową bezdźwięczną [t̪].

### Inne reprezentacje litery T
| Sygnalizacja                            | Sygnalizacja       | Sygnalizacja | Język migowy | Język migowy | Język migowy | Alfabet Braille’a |
| flaga Międzynarodowego Kodu Sygnałowego | Alfabet semaforowy | Kod Morse’a  | francuski    | kanadyjski   | polski       | Alfabet Braille’a |
| --------------------------------------- | ------------------ | ------------ | ------------ | ------------ | ------------ | ----------------- |
|                                         |                    | Tⓘ           |              |              | i            |                   |

## Litery powstałe odt
Od litery t powstało:
- około 15 liter diakrytyzowanych:

| Ť ť | T̈ ẗ | Ṫ ṫ | Ţ ţ | Ṭ ṭ | Ț ț | Ṱ ṱ | Ṯ ṯ |
| Ŧ ŧ | Ⱦ ⱦ | ᵵ   | ƫ   | Ƭ ƭ | Ʈ ʈ | ȶ   |     |

- i 3 inne symbole:
  - Znak TM (™) – symbol służący do oznaczania znaku towarowego w krajach anglosaskich;
  - Tenge (₸) – symbol jednostki monetarnej Kazachstanu;
  - Tugrik (₮) – symbol jednostki monetarnej Mongolii;

## Kodowanie komputerowe
W unikodzie litera t jest kodowana:
| Znak | Unikod | Nazwa unikodowa        | Nazwa polska             |
| ---- | ------ | ---------------------- | ------------------------ |
| T    | U+0054 | LATIN CAPITAL LETTER T | Wielka litera łacińska t |
| t    | U+0074 | LATIN SMALL LETTER T   | Mała litera łacińska t   |